# Пакстон (тауншип, Миннесота)
Пакстон (англ. Paxton) — тауншип в округе Редвуд, Миннесота, США. На 2000 год его население составило 577 человек.

## География
По данным Бюро переписи населения США площадь тауншипа составляет 95,8 км², из которых 95,7 км² занимает суша, а 0,1 км² — вода (0,05 %).

## Демография
По данным переписи населения 2000 года здесь находились 577 человек, 206 домохозяйств и 152 семьи.  Плотность населения —  6,0 чел./км².  На территории тауншипа расположено 219 построек со средней плотностью 2,3 построек на один квадратный километр. Расовый состав населения: 64,82 % белых, 0,35 % афроамериканцев, 30,68 % коренных американцев, 0,17 % азиатов, 0,52 % — других рас США и 3,47 % приходится на две или более других рас. Испанцы или латиноамериканцы любой расы составляли 1,91 % от популяции тауншипа.
Из 206 домохозяйств в 38,8 % воспитывались дети до 18 лет, в 54,4 % проживали супружеские пары, в 16,0 % проживали незамужние женщины и в 26,2 % домохозяйств проживали несемейные люди. 21,4 % домохозяйств состояли из одного человека, при том 6,8 % из — одиноких пожилых людей старше 65 лет. Средний размер домохозяйства — 2,76, а семьи — 3,24 человека.
30,8 % населения — младше 18 лет, 9,2 % — в возрасте от 18 до 24 лет, 25,5 % — от 25 до 44, 23,4 % — от 45 до 64, и 11,1 % — старше 65 лет. Средний возраст — 36 лет. На каждые 100 женщин приходилось 112,9 мужчин.  На каждые 100 женщин старше 18 приходилось 110,0 мужчин.
Средний годовой доход домохозяйства составлял 57 813 долларов, а средний годовой доход семьи —  60 000 долларов. Средний доход мужчин —  40 500  долларов, в то время как у женщин — 19 750. Доход на душу населения составил 22 287 долларов. За чертой бедности находились 6,6 % семей и 7,1 % всего населения тауншипа, из которых 9,0 % младше 18 и 10,0 % старше 65 лет.